# Kvarngölen, Västergötland
Kvarngölen är en sjö i Svenljunga kommun i Västergötland och ingår i Ätrans huvudavrinningsområde.